# مقاطعة الفالفا (أوكلاهوما)
مقاطعة الفالفا (بالإنجليزية: Alfalfa County)‏ هي إحدى مقاطعات ولاية أوكلاهوما في الولايات المتحدة الأمريكية.